# NGC 1193
NGC 1193是英仙座的一个疏散星团，由威廉·赫歇尔在1786年发现。该星团的年龄约为42亿年。

## 組成
NGC 1193通常被歸類為Trumpler II3m型，表明其恆星群的亮度範圍很廣，從非常亮的恆星到暗淡的恆星都有，並且星團中心的恆星密度很低。Trumpler分類中的字母「m」表示恆星數量為50到100顆。然而，2022年發布的一項研究表明該星團中約有181顆恆星，天文學家可能會將類型從II3m更改為II3r。
1988年對該星團進行的光度研究揭示了一小群藍掉隊星、一些亞巨星分支和紅巨星分支。
 维基共享资源上的相關多媒體資源：NGC 1193
- NED – NGC 1193
- SEDS – NGC 1193
- SIMBAD – NGC 1193
- VizieR – NGC 1193